# التتالية
قرية التتالية هي إحدى القرى التابعة لمركز القوصية في محافظة أسيوط في جمهورية مصر العربية. حسب إحصاءات سنة 2006، بلغ إجمالي السكان في التتالية 19710 نسمة، منهم 10145 رجل و9565 امرأة.